# Caio Víbio Pansa Cetroniano
Caio Víbio Pansa Cetroniano (91–43 a.C.; em latim: Caius Vibius Pansa) foi um político da gente Víbia da República Romana eleito cônsul em 43 a.C. com Aulo Hírcio. Embora aliado de Júlio César durante a guerra civil, lutou pela restauração da República após a morte de César. Morreu dos ferimentos recebidos durante a batalha do Fórum dos Galos.

## Biografia

### Começo da carreira

Movimentação dos principais generais romanos na Itália nos meses seguintes ao assassinato de César, culminando na Guerra de Mutina.

Pansa foi um homem novo que ascendeu pelo cursus honorum como resultado de sua amizade com Júlio César, com quem serviu na Gália. De ascendência etrusca e proveniente de Perúsia (moderna Perúgia), e possivelmente membro de uma família que foi proscrita sob Sula, Pansa foi eleito tribuno da plebe em 51 a.C. e, durante seu mandato, vetou uma série de resoluções anti-cesarianas do Senado. Durante a guerra civil entre Júlio César e Pompeu, apoiou ativamente a causa dos cesarianos. Em 48 a.C., acredita-se que foi eleito também edil ou pretor.
Em 47 a.C., Pansa foi nomeado governador da Bitínia e Ponto, e retornou para Roma em algum momento durante 46 a.C.. Naquele ano, César nomeou Pansa como governador da Gália Cisalpina para substituir Marco Júnio Bruto, um posto que assumiu em 15 de março de 45 a.C.. Em torno deste momento, foi eleito também para o posto de áugure, um dos sacerdotes da Roma Antiga. No começo de 44 a.C., César designou-o como o cônsul para o ano seguinte (43 a.C.) e em algum momento antes de 21 de abril de 44 a.C., Pansa retornou da Gália Cisalpina e assentou-se na Campânia, esperando a situação em Roma se acalmar após o assassinato de Júlio César, ocorrido em 15 de março de 44 a.C..
Reconhecido como um homem moderado e um defensor de uma solução de compromisso que mantivesse a paz, Pansa tornou-se o líder dos cesarianos moderados e um dos principais proponentes do retorno da República, o que o colocou em curso de colisão com Marco Antônio, a quem Pansa opôs-se pelo final de 44 a.C.. Ele também tinha começado a entrar em conflito com Otaviano, o filho adotivo de Júlio César, que estava também na Campânia na mesma época que Pansa. No entanto, Pansa não era totalmente hostil a Marco Antônio, e apesar de desejar limitar seu poder, não quis destruí-lo totalmente e nem estava disposto a ingressar na facção anti-cesariana no Senado para começar uma nova rodada de guerras civis. Além disso havia o fato que Pansa estava casado com Fúfia, a filha de Quinto Fúfio Caleno, que era um aliado chave de Antônio.

### Consulado e morte

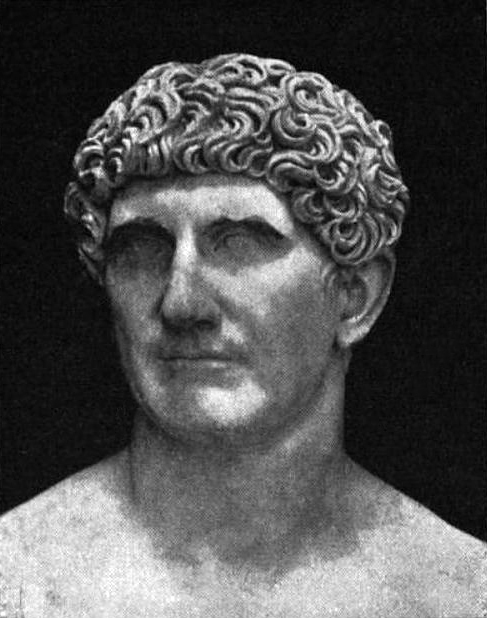
Busto de Marco Antônio

Em 1 de janeiro de 43 a.C., Pansa tornou-se cônsul ao lado de Aulo Hírcio. Eles abriram o debate no Senado acerca de qual ação seria tomada, se necessário, contra Marco Antônio. A discussão durou quatro dias; Pansa preferia unir as facções cesarianas e restaurar a harmônia da república, mas não obteve sucesso. Otaviano recusou-se a cooperar com Antônio, enquanto Marco Emílio Lépido e Lúcio Munácio Planco continuaram a apoiar Antônio. O resultado final foi que o Senado legitimou o exército de Otaviano e o encarregou de trabalhar junto com Pansa e Hírcio na luta iminente contra Antônio. O Senado, rejeitando as propostas de uma solução de compromisso de Antônio, ordenou aos cônsules que fizessem o que fosse necessário para preservar a segurança da República e aliviar Décimo Júnio Bruto Albino, cercado em Mutina. Embora Pansa e Lúcio Júlio César tenham sido bem sucedidos em evitar que Antônio fosse declarado um inimigo do Estado, um estado de guerra foi declarado contra ele.
Quando discutindo os assuntos de estado no oriente sob Caio Cássio Longino e Marco Júnio Bruto, Pansa apoiou a moção para declarar o cesariano Públio Cornélio Dolabela um inimigo público, mas conseguir evitar a aprovação da proposta de Cícero que garantia poderes extraordinários a Cássio no oriente para lidar com Dolabela. Ele também legitimou o comando de Marco Júnio Bruto na Macedônia e deu reconhecimento oficial para Sexto Pompeu no comando da Sicília. Com o senado revogando muitas das Leis Antoninas, especialmente a Lei Antônia Agrária, Pansa foi forçado a avançar com medidas que confirmaram as colônias para os veteranos de César, bem como confirmaram muitos dos atos de César e a abolição do ofício de ditador.
Em todo esse tempo Pansa foi também responsável por recrutar soldados descansados para a luta contra Antônio. Por 19 de março de 43 a.C., Pansa estava marchando para norte com quatro legiões recém-recrutadas, procurando juntar-se a Otaviano e Hírcio, que estavam tentando encurralar Antônio em Mutina. Antônio, sabendo da aproximação de Pansa, interceptou-o em 14 de abril de 43 a.C. no Fórum dos Galos, a cerca de onze quilômetros ao sudoeste de Mutina. Antônio esmagou o exército de Pansa, que foi ferido durante a batalha e só conseguiu escapar quando o exército de Hírcio surpreendeu Antônio, forçando-o a fugir. Por suas ações, Pansa (junto com Otaviano e Hírcio) foi proclamado imperator pelo Senado.
Logo ficou claro que Pansa estava morrendo. Viveu o bastante para saber da segunda derrota de Antônio em Mutina em 21 de abril e da morte de seu colega consular, Hírcio, durante a batalha. Nas últimas horas, aconselhou Otaviano a não confiar em Cícero e no resto do Senado, alertando que eles se voltariam contra ele na primeira oportunidade. Pansa transferiu o comando de suas tropas para seu questor, Mânlio Torquato, que que prendeu o doutor de Pansa, Glico, sob suspeitas de tê-lo envenenado. Pansa morreu em 23 de abril de 43 a.C. e recebeu um magnífico enterro público.